# Six Roads
Pour les articles homonymes, voir Inkerman.
Six Roads, aussi appelé Six-Chemins, Inkerman-Sud, Inkerman ou paroisse d'Inkerman, est un district de services locaux fusionné au Grand Tracadie-Sheila le 1er juillet 2014.

## Toponyme
Le village est nommé ainsi d'après sa position à l'intersection de six routes. En fait, la route 11 permet de rejoindre Caraquet au nord, ou Tracadie-Sheila au Sud. La route 335 rejoint Paquetville à l'Ouest. Le chemin Pallot rejoint Inkerman au Nord-est, et le chemin Four Roads rejoint le hameau éponyme, à l'est.
Le toponyme Six Roads est utilisé couramment par les toponymistes, le gouvernement fédéral et les médias ; il apparaît de plus sur les panneaux routiers,,,. Il arrive toutefois que la localité soit appelée Inkerman-Sud, Inkerman, ou encore paroisse d'Inkerman. Depuis la fin du XXe siècle, certains habitants ont proposé que le toponyme soit francisé en Six-Chemins, compte tenu de la population acadienne du village. Six Roads comprend l'ancien établissement agricole de Bay Road.

## Géographie
En tant que localité francophone des provinces de l'Atlantique, Six Roads est généralement considéré comme faisant partie de l'Acadie.

### Géologie
Le sous-sol de Six Roads est composé principalement de roches sédimentaires du groupe de Pictou datant du Pennsylvanien (entre 300 et 311 millions d'années).

### Logement
L'ensemble de la paroisse d'Inkerman comptait 1826 logements privés en 2006, dont 1645 occupés par des résidents habituels. Parmi ces logements, 91,5 % sont individuels, 2,1 % sont jumelés, 0,9 % sont en rangée, 0,6 % sont des appartements ou duplex et 3,6 % sont des immeubles de moins de 5 étages. Enfin, 1,5 % des logements entrent dans la catégorie autres, tels que les maisons-mobiles. 85,1 % des logements sont possédés alors que 14,1 % sont loués. 76,9 % ont été construits avant 1986 et 11,6 % ont besoin de réparations majeures. Les logements comptent en moyenne 6,0 pièces et 0,0 % des logements comptent plus d'une personne habitant par pièce. Les logements ont une valeur moyenne de 92 069 $, comparativement à 119 549 $ pour la province.

## Histoire
Six Roads est situé dans le territoire historique des Micmacs, plus précisément dans le district de Sigenigteoag, qui comprend l'actuel côte Est du Nouveau-Brunswick, jusqu'à la baie de Fundy.
Le 17 août 1693, le Conseil souverain donne la concession de Pokemouche à Philippe Hesnault, de Nipisiguit, lui ajoutant trois lieues de largeur dans la vallée, un territoire qui inclut le site de Six Roads. Michel Degrez, qui possédait auparavant la seigneurie, devait 200 livres à Hesnault, ce qui explique probablement cette décision. Hesnault ne s'établit pas sur les lieux et d'autres marchands en profitent pour chasser sur ses terres. Il porte plainte au Conseil et obtient gain de cause le 30 août 1705 contre le directeur général de la Compagnie de Mont-Louis, Jean de Clarmont. On ne sait pas avec précision ce qui est arrivé au fief de Pokemouche après la mort d'Hesnault.

## Démographie
Pour l'ensemble de la paroisse d'Inkerman, l'âge médian est de 44,6 ans, comparativement à 41,5 pour la province. 87,8 % de la population est âgée de plus de 15 ans, comparativement à 83,8 % pour la province. Les femmes représentent 50,4 % de la population, comparativement à 51,3 % pour la province. Chez les plus de 15 ans, 43,6 % sont célibataires, 38,5 % sont mariés, 5,9 % sont séparés, 4,8 % sont divorcés et 7,2 % sont veufs,.
Les autochtones représentent 1,9 % de la population et 0,5 % des habitants font partie d'une minorité visible. Les immigrants représentent 0,6 % de la population, la totalité des habitants sont citoyens du Canada et 98,5 % sont issus de familles établies au Canada depuis 3 générations ou plus.
La langue maternelle est le français chez 94,6 % des habitants, l'anglais chez 3,6 %, les deux langues chez 0,7 % et 1,1 % sont allophones. 33,6 % de la population peut communiquer dans les deux langues officielles, 65,4 % sont unilingues francophones et 0,5 % sont unilingues anglophones. Le français est parlé à la maison par 95,6 % des gens, l'anglais par 2,9 %, les deux langues par 0,6 % et une langue non officielle par 0,7 %. Le français est la langue de travail de 91,5 % des employés, l'anglais de 6,0 % et 2,2 % des employés utilisent les deux langues.
29,5 % des habitants âgés de plus de 15 ans possèdent un certificat, diplôme ou grade post-secondaire, comparativement à 44,6 % pour la province.

## Administration

### Comité consultatif
En tant que district de services locaux, Six Roads est en théorie administré directement par le Ministère des Gouvernements locaux du Nouveau-Brunswick, secondé par un comité consultatif élu composé de cinq membres dont un président. Il n'y a actuellement aucun comité consultatif.

### Commission de services régionaux
Six Roads fait partie de la Région 4, une commission de services régionaux (CSR) devant commencer officiellement ses activités le 1er janvier 2013. Contrairement aux municipalités, les DSL sont représentés au conseil par un nombre de représentants proportionnel à leur population et leur assiette fiscale. Ces représentants sont élus par les présidents des DSL mais sont nommés par le gouvernement s'il n'y a pas assez de présidents en fonction. Les services obligatoirement offerts par les CSR sont l'aménagement régional, l'aménagement local dans le cas des DSL, la gestion des déchets solides, la planification des mesures d'urgence ainsi que la collaboration en matière de services de police, la planification et le partage des coûts des infrastructures régionales de sport, de loisirs et de culture; d'autres services pourraient s'ajouter à cette liste.
Le 1er juillet 2014, Six Roads rejoindra la nouvelle municipalité régionale du Grand Tracadie-Sheila. Cette constitution fait suite à un plébiscite tenu en décembre 2013. La nouvelle municipalité comprendra dix-neuf autres districts de services locaux ainsi que la ville de Tracadie-Sheila.

### Représentation
Nouveau-Brunswick: Six Roads fait partie de la circonscription de Centre-Péninsule—Saint-Sauveur, qui est représentée à l'Assemblée législative du Nouveau-Brunswick par Denis Landry, du Parti libéral. Il fut élu en 2003 puis réélu en 2008 et en 2010.
 Canada: Six Roads fait partie de la circonscription fédérale d'Acadie-Bathurst. Cette circonscription est représentée à la Chambre des communes du Canada par Yvon Godin, du NPD. Il fut élu lors de l'élection de 1997 contre le député sortant Doug Young, en raison du mécontentement provoqué par une réforme du régime d’assurance-emploi.

## Économie
Pour l'ensemble de la paroisse d'Inkerman, chez les habitants âgés de plus de 15 ans, le taux d'activité est de 55,9 %, le taux d'emploi est de 48,0 % et le taux de chômage est de 14,1 %. À titre de comparaison, ceux de la province sont respectivement de 63,7 %, 57,3 % et 10,0 %.
Parmi ces emplois, on en dénombre 14,6 % dans l'agriculture (6,9 % au provincial), 11,1 % dans la construction (6,7 % au provincial), 15,7 % dans la fabrication (10,8 % au provincial), 2,5 % dans le commerce de gros (3,6 % au provincial), 11,4 % dans le commerce au détail (11,9 % au provincial), 3,8 % dans les finances et l'immobilier (4,2 % au provincial), 11,1 % dans la santé et les services sociaux (11,4 % au provincial), 6,3 % dans l'enseignement (6,5 % au provincial), 7,1 % dans les services de commerce (16,9 % au provincial) et 15,9 % dans les autres services (21,1 % au provincial).
Parmi la population active occupée, 6,9 % travaillent à domicile, aucun travaillent ailleurs dans le monde, 15,5 % sont sans lieu de travail fixe et 77,3 % ont un lieu de travail fixe. Parmi les travailleurs ayant un lieu de travail fixe, 18,9 % travaillent dans la Paroisse d'Inkerman, 54,3 % travaillent ailleurs dans le comté, 2,6 % travaillent ailleurs dans la province et 1,4 % travaillent dans une autre province.
Entreprise Péninsule, un organisme basé à Tracadie-Sheila faisant partie du réseau Entreprise, a la responsabilité du développement économique de la région. L'économie de la Péninsule acadienne est basée sur les ressources naturelles ainsi que les services et la fabrication. Au village, la pêche et l'exploitation de la tourbe est importante mais l'une des principales opportunités économiques sont les emplois dans la fonction publique à Caraquet et Tracadie-Sheila. Le développement au village est d'ailleurs avant tout résidentiel. La population active est d'ailleurs très mobile et 20 % des hommes de la Péninsule travaillent à l'extérieur .

## Vivre à Six Roads

### Éducation
Les élèves francophones bénéficient d'écoles à Pokemouche, à Pont-Landry et à Tracadie-Sheila. La ville de Shippagan compte le CCNB-Péninsule acadienne et un campus de l'Université de Moncton.
Les anglophones bénéficient d'une école à Brantville accueillant les élèves de la maternelle à la huitième année. Ils doivent ensuite poursuivre leurs études à Miramichi. Les établissements d'enseignement supérieurs anglophones les plus proches sont à Fredericton ou Miramichi.
Il y a une bibliothèque publique à Tracadie-Sheila. Le bibliobus du Nord fait toutefois un arrêt à Pont-Landry et à Pokemouche.

### Autres services publics
La population est dépendante des localités environnantes, notamment Tracadie-Sheila et Caraquet, pour ses services. Le détachement de la Gendarmerie royale du Canada le plus proche est d'ailleurs situé à Tracadie-Sheila. Le poste d'Ambulance Nouveau-Brunswick le plus proche est aussi à Tracadie-Sheila. Le bureau de poste le plus proche est quant à lui à Inkerman.
Existant depuis le 20 juillet 1995, la Commission de gestion des déchets solides de la Péninsule acadienne (COGEDES) a son siège-social à Caraquet. Les déchets sont transférés au centre de transbordement de Tracadie-Sheila et les matières non recyclables sont ensuite enfouies à Allardville.
Les francophones bénéficient du quotidien L'Acadie nouvelle, publié à Caraquet, ainsi que de l'hebdomadaire L'Étoile, de Dieppe. Les anglophones bénéficient quant à eux du quotidien Telegraph-Journal, publié à Saint-Jean.

## Culture

### Architecture et monuments

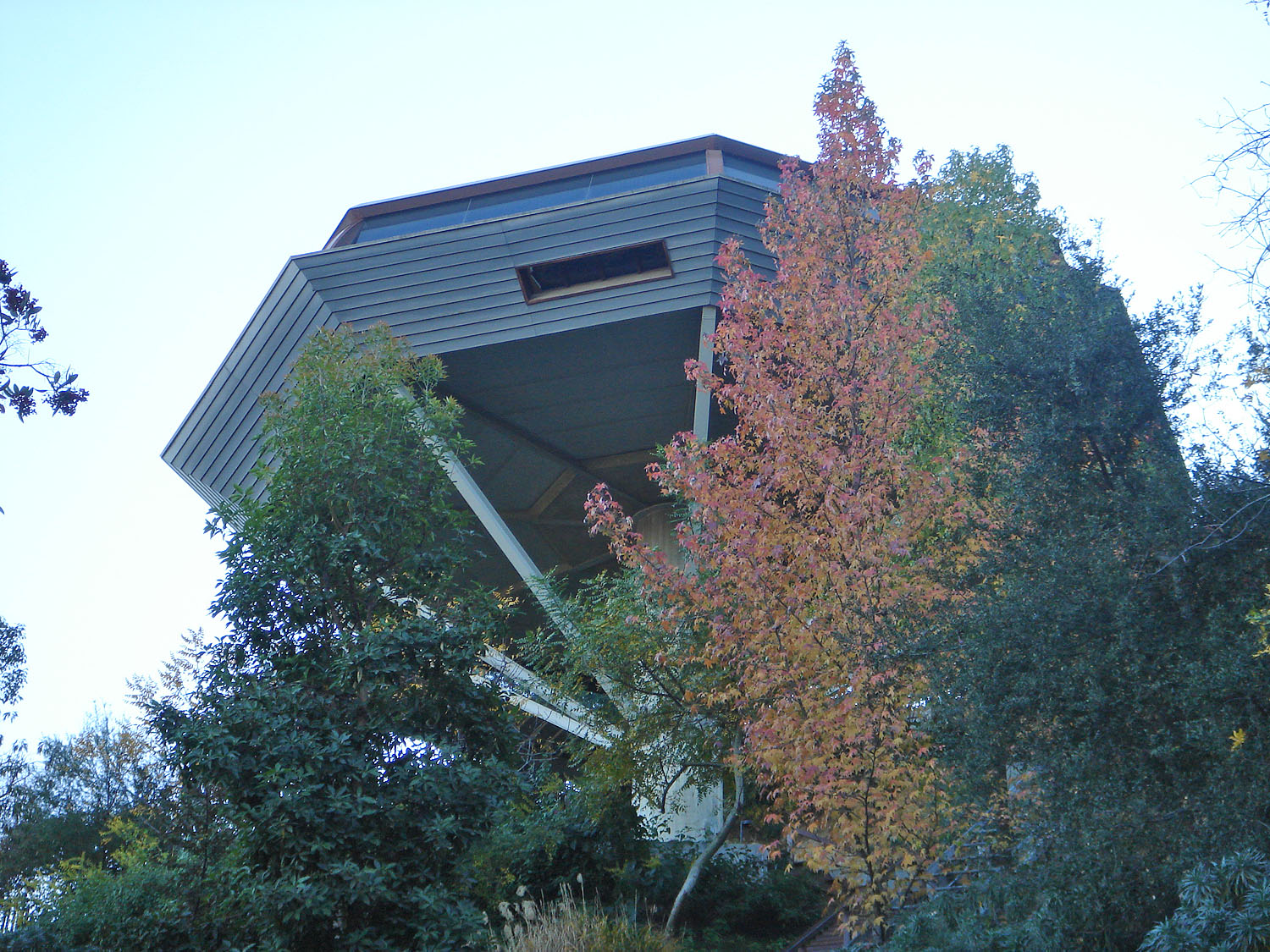
La Chemosphere.

Le 10825 route 11 fut construit en 1970 par Yvon St-Cœur. C'est une réplique quasi exacte de la Chemosphere, une maison de Los Angeles construite par l'architecte John Lautner en 1960.